# Онь (Эна)
Онь (фр. Ognes) — коммуна во Франции, находится в регионе Пикардия. Департамент коммуны — Эна. Входит в состав кантона Шони. Округ коммуны — Лан.
Код INSEE коммуны — 02566.

## Население
Население коммуны на 2010 год составляло 1174 человека.
| 1962 | 1968 | 1975 | 1982 | 1990 | 1999 | 2010 |
| ---- | ---- | ---- | ---- | ---- | ---- | ---- |
| 838  | 932  | 1050 | 1245 | 1169 | 1120 | 1174 |

## Экономика
В 2010 году среди 738 человек трудоспособного возраста (15—64 лет) 475 были экономически активными, 263 — неактивными (показатель активности — 64,4 %, в 1999 году было 63,5 %). Из 475 активных жителей работали 418 человек (224 мужчины и 194 женщины), безработных было 57 (31 мужчина и 26 женщин). Среди 263 неактивных 59 человек были учениками или студентами, 116 — пенсионерами, 88 были неактивными по другим причинам.